# Antony Costes
Antony Costes (* 19. Dezember 1989 in Auch) ist ein französischer Duathlet und Triathlet. Er ist Ironman-Sieger (2017) und wird in der Bestenliste französischer Triathleten auf der Ironman-Distanz geführt.

## Werdegang
Antony Costes ging als 11-Jähriger bei seinem ersten Triathlon an den Start.
Er startete bei Rennen auf der Kurz- und Mitteldistanz und seit 2014 auch auf der Triathlon-Langdistanz.

### Vize-Staatsmeister Triathlon Langdistanz 2014
Antony Costes wurde auf Korsika im Juli 2014 hinter seinem Landsmann Sylvain Sudrie französischer Vize-Meister auf der Triathlon-Langdistanz. Seit 2016 startet er als Profi-Triathlet.

### Ironman-Distanz seit 2017
Im Juli 2017 startete er in Österreich bei seinem ersten Ironman-Rennen (3,86 km Schwimmen, 180,2 km Radfahren und 42,195 km Laufen): Nach einem starken Schwimmen und Radfahren fiel er dann aber auf der abschließenden Marathondistanz zurück und belegte den 128. Rang.
Im September konnte er bei seinem zweiten Start mit neuem Streckenrekord den Ironman Barcelona gewinnen. Mit seiner Siegerzeit von 7:49:19 h erzielte er die schnellste Zeit eines französischen Athleten und trug sich an zwölfter Stelle in der Bestenliste der Triathleten auf der Ironman-Distanz ein.
Bei seinem dritten Ironman-Start beim Ironman France belegte er im Juni 2018 in Nizza den zweiten Rang. Bei den Ironman World Championships im Ironman Hawaii belegte er im Oktober den 33. Rang.
Im Duathlon konnte der 29-Jährige im März 2019 die Powerman Middle Distance Duathlon Asian Championships für sich entscheiden.
Antony Costes lebt im Süden Frankreichs in Toulouse.

## Sportliche Erfolge
| Datum/Jahr    | Platz | Wettbewerb                   | Austragungsort | Zeit     | Bemerkung                                                        |
| ------------- | ----- | ---------------------------- | -------------- | -------- | ---------------------------------------------------------------- |
| 4. Mai 2024   | 3     | Ironman 70.3 St. George      | St. George     | 03:48:19 | US-Championships                                                 |
| 3. Juni 2018  | 6     | Challenge – The Championship | Šamorín        | 03:50:45 | Challenge World Championships; hinter Lionel Sanders             |
| 13. Mai 2018  | 1     | Ironman 70.3 Monterrey       | Monterrey      | 03:40:49 |                                                                  |
| 19. Nov. 2017 | 2     | Laguna Phuket Triathlon      | Phuket         | 02:20:29 | [ 4 ]                                                            |
| 26. Aug. 2017 | 3     | Ironman 70.3 Vichy           | Vichy          |          |                                                                  |
| 20. Nov. 2016 | 2     | Laguna Phuket Triathlon      | Phuket         | 02:21:18 | Zweiter auf der Kurzdistanz hinter dem Deutschen Michael Raelert |
| 31. Jan. 2016 | 2     | Ironman 70.3 Panama          | Panama City    |          | Zweiter hinter dem Kanadier Lionel Sanders                       |
| 20. Sep. 2015 | 3     | Ironman 70.3 Lanzarote       | Lanzarote      |          |                                                                  |
| 27. Juli 2014 | 1     | 5150 Marseille               | Marseille      |          |                                                                  |
| 3. Nov. 2013  | 2     | Ekurhuleni 5150              | Ekurhuleni     |          | Zweiter hinter Henri Schoeman bei den African Championships      |
| 28. Juli 2013 | 1     | 5150 Marseille               | Marseille      | 02:38    |                                                                  |

| Datum/Jahr    | Platz | Wettbewerb                                         | Austragungsort | Zeit     | Bemerkung                                                                                           |
| ------------- | ----- | -------------------------------------------------- | -------------- | -------- | --------------------------------------------------------------------------------------------------- |
| 12. Sep. 2021 | 20    | ITU Long Distance Triathlon World Championships    | Almere         | 08:33:03 | Weltmeisterschaft auf der Triathlon Langdistanz                                                     |
| 13. Okt. 2018 | 33    | Ironman Hawaii                                     | Hawaii         | 08:36:04 | [ 6 ]                                                                                               |
| 24. Juni 2018 | 2     | Ironman France                                     | Nizza          | 08:35:42 | |
| 30. Sep. 2017 | 1     | Ironman Barcelona                                  | Calella        | 07:49:19 | persönliche Ironman-Bestzeit                                                                        |
| 2. Juli 2017  | 128   | Ironman Austria                                    | Klagenfurt     | 09:40:34 | |
| 5. März 2016  | 12    | Ironman New Zealand                                | Taupō          | 08:44:40 | erster Ironman-Start                                                                                |
| 21. Sep. 2014 | 9     | ITU Long Distance Triathlon World Championships    | Weihai         | 05:24:24 | Triathlon-Weltmeisterschaft auf der Langdistanz (4 km Schwimmen, 120 km Radfahren und 20 km Laufen) |
| 6. Juli 2014  | 2     | FRA Long Distance Triathlon National Championships | Gravelines     | 04:08:07 | Französischer Vize-Meister auf der Langdistanz                                                      |

| Datum/Jahr   | Platz | Wettbewerb                                            | Austragungsort | Zeit     | Bemerkung |
| ------------ | ----- | ----------------------------------------------------- | -------------- | -------- | --------- |
| 2. März 2019 | 1     | Powerman Middle Distance Duathlon Asian Championships | Putrajaya      | 02:41:23 |           |

(DNF – Did Not Finish)